# Cleghornia malaccensis
Cleghornia malaccensis är en oleanderväxtart som först beskrevs av Joseph Dalton Hooker, och fick sitt nu gällande namn av George King och Gamble. Cleghornia malaccensis ingår i släktet Cleghornia och familjen oleanderväxter. Inga underarter finns listade i Catalogue of Life.